# フレデリック・スタンリー (第16代ダービー伯爵)
第16代ダービー伯爵フレデリック・アーサー・スタンリー（英: Frederick Arthur Stanley, 16th Earl of Derby, KG, GCB, GCVO, PC、1841年1月15日 - 1908年6月14日）は、イギリスの政治家、貴族、軍人。
ヴィクトリア朝の保守党政権で閣僚職を歴任した。首相を務めた第14代ダービー伯爵エドワード・スミス＝スタンリーは父である。

## 経歴
1841年1月15日、第14代ダービー伯爵エドワード・スミス＝スタンリーとその夫人エマ（初代スケルマーズデール男爵の娘）の次男として生まれる。兄に第15代ダービー伯爵となるエドワードがいる。
1858年にイートン・カレッジを卒業し、近衛歩兵第1連隊に少尉階級で入隊した。1862年には大尉に昇進する。
1865年に軍を辞してプレストン選挙区から保守党候補として出馬し、庶民院議員に当選、政界へ転じる。
第二次ディズレーリ内閣では1874年から1877年まで陸軍省財務政務次官、1877年から1878年まで財務省財務政務次官を務めた。兄エドワードは第二次ディズレーリ内閣で外務大臣を務めていたが、露土戦争をめぐってディズレーリの方針に反発して1878年に辞任し自由党へ移籍した。一方フレデリックは保守党に留まったので、以降しばらく兄と険悪な関係になった（後に和解）。
兄の辞職後、内閣改造が行われ、フレデリックは枢密顧問官に列するとともに陸軍大臣に就任した。就任早々ディズレーリの意を汲んでインド軍をマルタ島へ派遣した。ベルリン会議で講和条約が結ばれた後もインド軍をインドへ戻さず、条約で新たな英国領となったキプロス島に移した。フレデリック自身もキプロス島視察を行ったが、駐留軍の士気が低いと感じ、軍隊内の鞭打ち制度を廃止する意思を固めた。1879年に鞭打ち廃止を含む陸軍規則維持法案を提出したが、保守党内や軍部内からの反発が強く（鞭打ちは軍内の秩序維持のために必要不可欠な体罰と考えられていた）、可決させることはできなかった。結局この法案は自由党政権の第二次グラッドストン内閣で可決される。
1885年6月に成立した第一次ソールズベリー侯爵内閣には植民地大臣 として入閣した。1886年8月に成立した第二次ソールズベリー侯爵内閣でははじめ通商大臣として入閣した。また同月にプレストンのスタンリー男爵に叙されて貴族院へ移籍している。
1888年にカナダ総督に転じた。フレデリックは小英国主義者である兄と違って帝国主義者であったため、カナダ総督の職務を「大英帝国の重要な歯車」として誇りをもっていたという。フレデリックの尊厳ある立ち居振る舞いはカナダ人からも広く尊敬されたという。1893年に兄が子供なく死去したため、フレデリックがダービー伯爵位とノーズリー荘園を相続することになった。これを機にカナダ総督を辞職してイギリスへ帰国し、領地経営に専念するようになった。
以降は政界の第一線から退くも、1895年から1896年にかけてはリヴァプール市長を務めた。1897年からランカシャー州知事、1902年からプレストンのギルド市長、1904年から大英帝国連盟会長を務める。
1908年6月にケント州ホルウッドで死去した。爵位と家督は長男エドワードが継承した。

## 人物

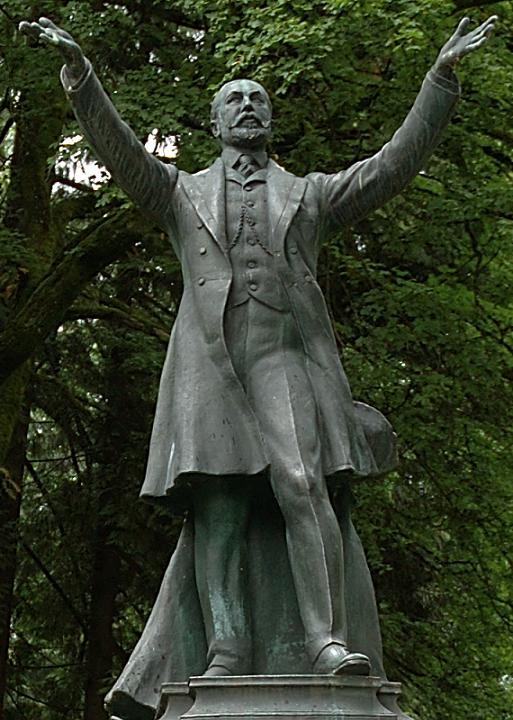
ダービー伯爵の銅像

長男エドワードの影響で競馬に熱心だった。ジョージ・ラムトンを調教師として雇い、多数の馬の調教を彼に任せた。1896年のオークスではダービー伯爵の持ち馬「カンタベリーピルグリム」が皇太子バーティの持ち馬「セーイス」を下して優勝を果たしている。
ロンドンのフリーメイソンのロイヤル・アルファ・ロッジNo16のメンバーだった。
カナダ総督時に、NHLの優勝トロフィーであるスタンレー・カップを寄贈したことでも知られる。

## 栄典

### 爵位
- 1886年、初代プレストンのスタンリー男爵（連合王国貴族爵位）[6]
- 1893年、第16代ダービー伯爵（1485年創設イングランド貴族爵位）[6]
- 1893年、第4代ビッカースタッフのスタンリー男爵（1832年創設連合王国貴族爵位）[6]

### 勲章
- 1886年、バス勲章ナイト・グランド・クロス（GCB）[6]
- 1897年、ガーター勲章（KG）[6]
- 1905年、ロイヤル・ヴィクトリア勲章ナイト・グランド・クロス（GCVO）[17]

### 名誉職その他
- 1878年、枢密顧問官（PC）[6]
- 1893年、第10代スタンリー准男爵（1627年創設イングランド准男爵位）[6]
- 1904年、リヴァプール名誉市民[17]

## 家族
1864年に第4代クラレンドン伯爵ジョージ・ヴィリアーズの娘コンスタンスと結婚し、彼女との間に以下の10子を儲けた。
- 第1子（長女）キャサリン・メアリー（？-1871）
- 第2子（長男）第17代ダービー伯爵エドワード・ジョージ（1865-1948）：政治家
- 第3子（次男）ヴィクター・アルバート（英語版）閣下（1867-1934）：王立海軍将校
- 第4子（三男）サー・アーサー・スタンリー（英語版）閣下（1869-1947）：政治家
- 第5子（四男）ジェフリー・スタンリー（1869-1871）
- 第6子（五男）ファーディナンド・チャールズ閣下（1871-1935）：イギリス陸軍将校
- 第7子（六男）ジョージ・フレデリック（英語版）閣下（1872-1938）：政治家
- 第8子（七男）アルジャーノン・フランシス閣下（1874-1962）：陸軍将校
- 第9子（次女）イザベル・コンスタンス・メアリー嬢（英語版）（1875-1963）：陸軍大将ジョン・フランシス・ギャソーン＝ハーディ（英語版）と結婚。
- 第10子（八男）フレデリック・ウィリアム閣下（1878-1942）：陸軍将校